# Svjetionik Punta Carena
Svjetionik Punta Carena (tal. Faro di Punta Carena) je aktivni svjetionik, smješten na otoku Capri na istoimenom vrhu, oko 3 km jugozapadno od Anacaprija. Svjetionik radi od 1867. godine; izgradnja je započela 1862.

## Opis
Sastoji se od kule od opeke oblika oktogonalne prizme  s lanternom i galerijom, iznad dvokatnice. Svjetionik je nedavno prebojan i sada je bijel s crvenim okomitim prugama, dok je čuvareva kuća u crvenoj boji.
Svjetionik ima rotirajući pogled koji emitira bljeskove bijele svjetlosti svake 3 sekunde. Svjetionik se nalazi na vrhu dvokatnice, visok je 28 metara, a žarišna ravnina nalazi se na 73 metra nadmorske visine. Svjetionik ima domet od 25 nautičkih milja (oko 46 km), te je stoga definiran kao svjetionik na moru.

## Vanjske poveznice
- Capri.it
- (tal.) Servizio Fari Marina Militare